# In Darkness - Nell'oscurità
In Darkness - Nell'oscurità (In Darkness) è un film del 2018 diretto da Anthony Byrne.
Film thriller, con protagonista Natalie Dormer, che è uscito nelle sale statunitensi il 25 maggio 2018 e in quelle britanniche il 6 luglio 2018.

## Trama
Sofia McKendrick è una pianista cieca che vive in un appartamento a Londra ed è perseguitata dall'omicidio della sua famiglia da parte dei paramilitari serbi. La sua vicina di casa è Veronique, figlia del filantropo serbo Zoran Radić, che ha commesso crimini di guerra durante la guerra in Bosnia e attualmente sospettato di dirigere organizzazioni criminali. Nonostante la controversia che circonda la famiglia di Veronique, Sofia sembra avere un rapporto amichevole con lei, anche se ultimamente ha notato qualcosa di sbagliato nella vicina. Durante una discussione in un ascensore, Veronique consegna a Sofia una chiavetta USB e le dice che il suo profumo preferito è il Liquid Gold. Una notte, Sofia sente dei rumori provenienti dall'appartamento di Veronique. La mattina dopo, la ragazza viene trovata morta, caduta da una finestra del suo appartamento. Sofia nega di aver assistito a qualcosa al detective Mills della polizia, mentre conserva la chiavetta USB.  
Più tardi, in un evento organizzato da Radić, Sofia si esibisce e ascolta per caso il magnate serbo e i suoi associati discutere delle circostanze della morte di Veronique. Il capo della sicurezza di Radić, Alexandra Gordon e suo fratello Marc, scoprono che Veronique era incinta di dodici settimane; Marc aveva una relazione con lei ed è probabilmente il padre del nascituro. Radić ha una fissazione per Sofia per il suo legame con Veronique, e Sofia finisce per dover schivare le domande sia della polizia che degli uomini di Radić che controllano l'appartamento di Veronique.
Marc salva Sofia da un tentativo di stupro e in seguito anche da un tentativo di rapimento e tortura. Sofia trascorre del tempo con Marc e viene a sapere della sua relazione con Veronique; lui le spiega che Veronique si è suicidata per paranoia. Poco dopo, i due hanno un rapporto sessuale. Sofia cerca vendetta nei confronti di Radić: parlando con il padre adottivo Niall, gli dà la pendrive e rivela che "Liquid Gold" è la password dell'unità, che svela i beni di Radić e le sue operazioni criminali. Sofia aveva una sorella, Balma, anch'ella pianista, che poteva vedere ma che veniva bendata dal loro padre affinché avesse le medesime capacità di sua sorella. La famiglia di Sofia era una volta amica di Radić in Bosnia, ma quest'ultimo aveva tradito la loro fiducia e li aveva massacrati, guidando personalmente i paramilitari. Niall era un soldato che aveva salvato e protetto Sofia per anni, mentre ella stava pianificando una vendetta. Inoltre, Veronique aveva intenzione di esporre la verità sui crimini di suo padre, ma sapeva che i suoi giorni erano contati; per questo ha dato a Sofia la chiavetta USB.
Sofia scopre che anche Alexandra sta cercando la pendrive allo scopo di utilizzare le informazioni per usurpare Radić. Sofia consegna ad Alexandra una copia della chiavetta in cambio di un'udienza privata con Radić al funerale di Veronique. Lì, Sofia punta una lama alla gola di Radić e lui realizza la verità sul passato e sulle motivazioni della pianista; Radić schernisce Sofia rivelando che era attratto di sua madre e che l'ha violentata poco prima che desse alla luce una figlia che poi sarebbe diventata cieca, instillandole il dubbio che sia suo padre biologico. L'uomo lascia il funerale mentre Sofia è emotivamente devastata da queste rivelazioni. Mentre il detective Mills esamina il passato della pianista, scopre che "Sofia McKendrik" è un'identità falsa, in quanto la vera figlia biologica di Niall morì durante l'infanzia, e questi chiamò "Sofia" la bambina (Emma) che aveva salvato e cresciuto come una figlia. Gravemente ammalato, Niall muore poco dopo in ospedale.
Quando Radić scopre il tradimento di Alexandra, Marc lascia che la sorella venga uccisa a causa del suo coinvolgimento indiretto con la morte del suo bambino non ancora nato. Radić si reca nell'appartamento di Sofia con l'intento di ucciderla personalmente, mentre Marc si precipita in suo soccorso. Nel frattempo, il detective Mills sta visionando i video della sorveglianza della visita di Sofia alla stazione di polizia e nota che la donna sta apparentemente "guardando" qualcosa appeso nella guardiola: è il manifesto di cattura di Marc. Intuendo la verità, si precipita verso il suo appartamento. Qui, nel frattempo, Marc si sbarazza degli uomini di Radić, che sta per uccidere Sofia: proprio in quel momento Marc irrompe e spinge Radić dalla finestra, uccidendolo.
Mentre Sofia si prende cura delle ferite di Marc, c'è un'ultima rivelazione: Sofia non è mai stata cieca. I flashback mostrano che durante il massacro della sua famiglia, sua sorella cieca è stata uccisa mentre si nascondevano. Sofia, vero nome Balma, aveva preso l'identità della sorella defunta, fingendo la cecità per anni. Mentre Marc si prende tutte le colpe per la morte di Radić, Sofia fa perdere le sue tracce poco prima dell'arrivo della polizia.

## Produzione

### Riprese
Le scene del film sono state girate a Maida Vale, Londra, casa della protagonista del film, e in un negozio di fiori a Lauderdale Road, che è stato convertito in un bar. L'edificio di Sofia e Veronique si trova a Bramham Gardens, Kensington. Altre location delle riprese includono Brompton Cemetery, Ealing Hospital, The Thames Embankment, New Zealand House e National Gallery.

## Distribuzione
A febbraio 2018, Vertical Entertainment acquista i diritti di distribuzione del film negli Stati Uniti d'America. Il film è uscito nelle sale statunitensi il 25 maggio 2018. Nel Regno Unito, i diritti appartenevano alla Shear Entertainment, che ha fatto uscire il film nelle sale britanniche il 6 luglio 2018. In Italia è stato distribuito su Prime Video.

## Accoglienza

### Incassi
Nel Regno Unito, il film ha incassato £1,550 nel primo week-end da 10 sale. Negli Stati Uniti, il film ha incassato in totale $236.409.

### Critica
Il film ha un tasso di approvazione del 46% sull'aggregatore di recensioni Rotten Tomatoes, basato su 28 recensioni, con un voto medio di 4,8/10. Su Metacritic, il film ha un punteggio di 59 su 100 basato su 6 recensioni.